# Alfred Bengsch

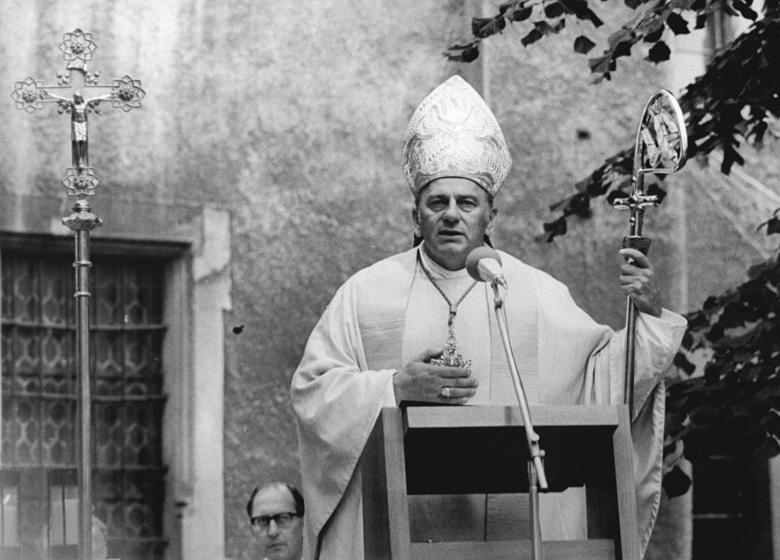
Kardinal Bengsch in Worbis (Thüringen), 1978

Wappen des Kardinals

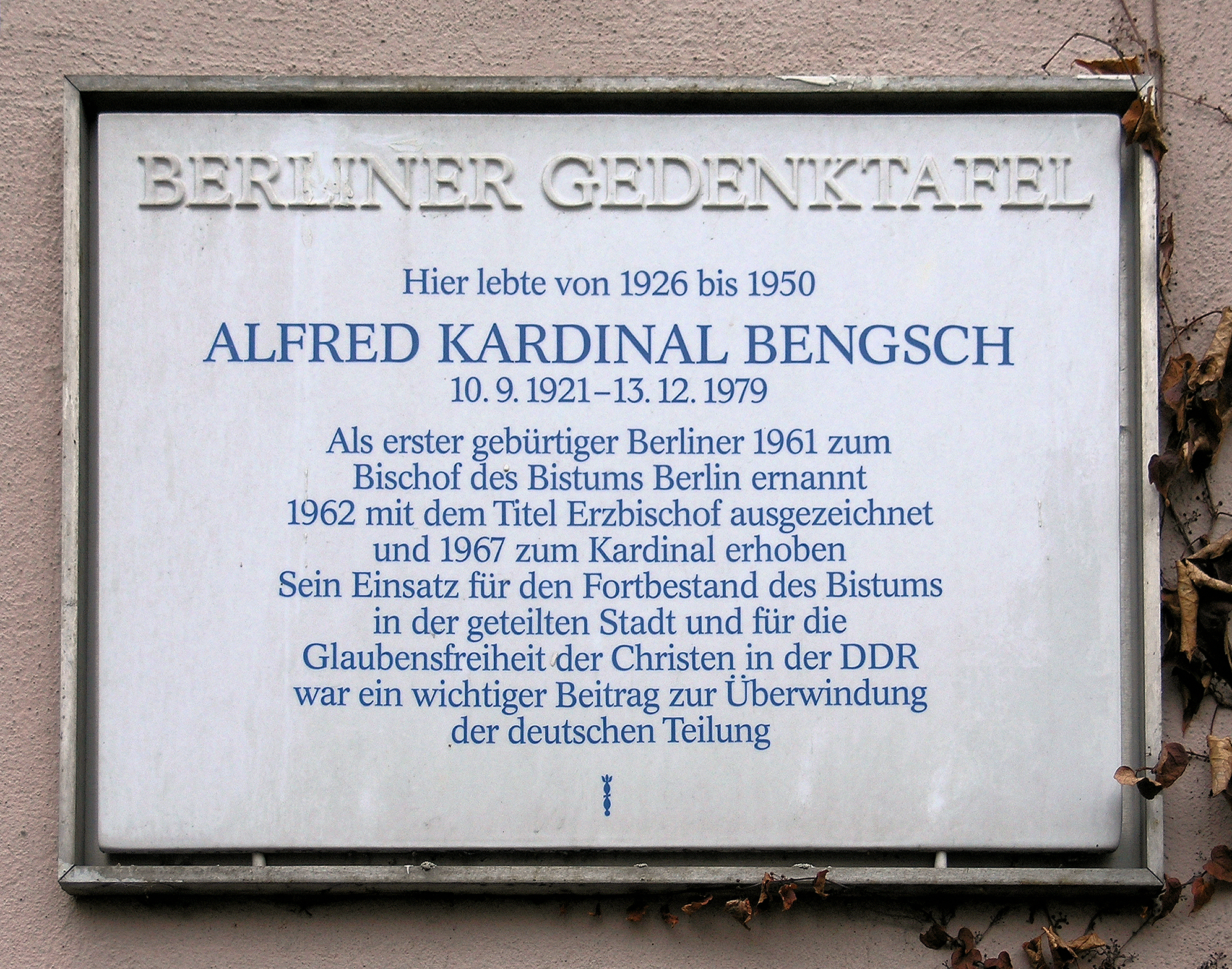
Berliner Gedenktafel am Haus Tempelhofer Weg 26, in Berlin-Schöneberg

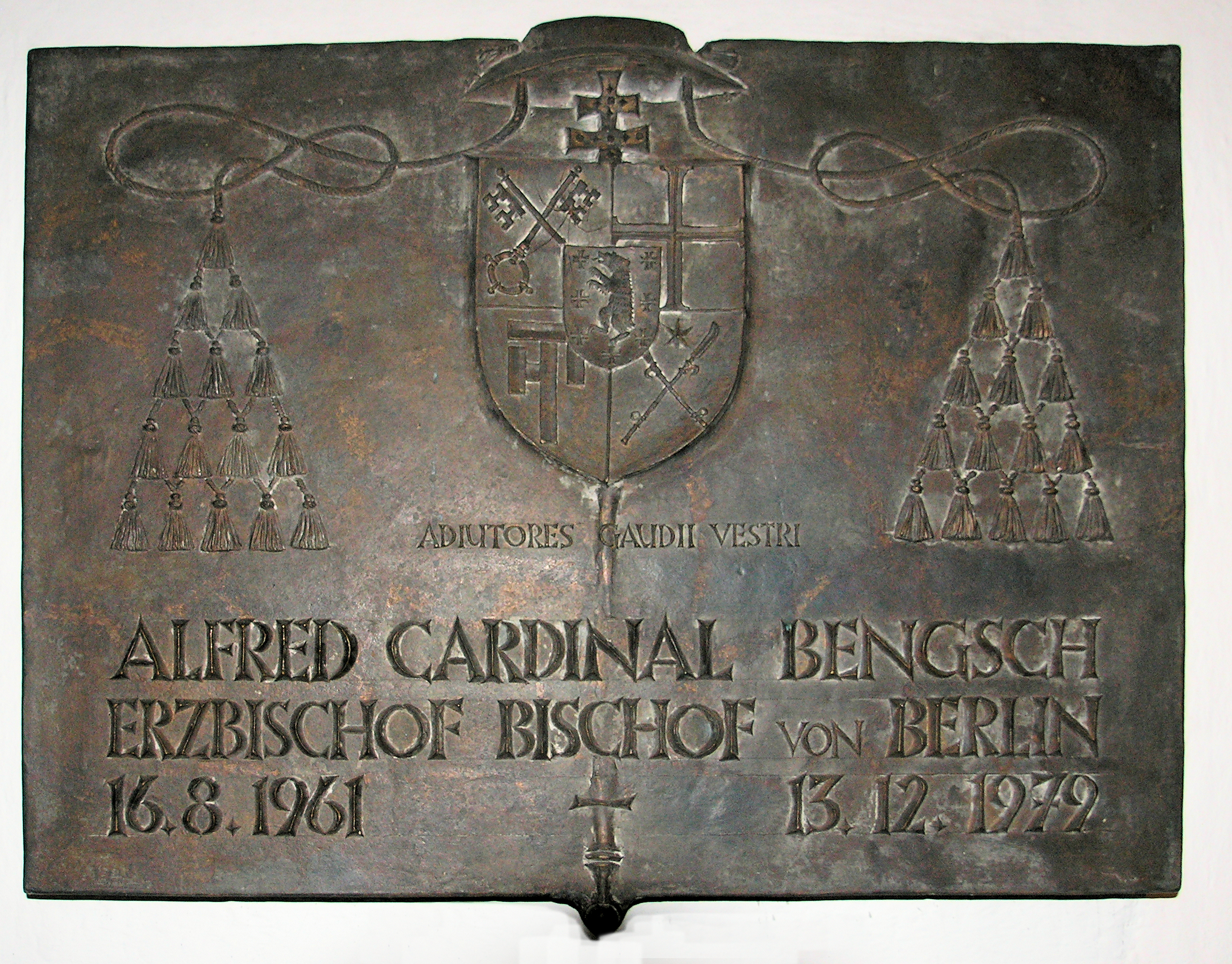
Grabplatte in der Unterkirche der St.-Hedwigs-Kathedrale (bis 2018)

Alfred Kardinal Bengsch (* 10. September 1921 in Berlin-Schöneberg; † 13. Dezember 1979 in Ost-Berlin) war römisch-katholischer Bischof von Berlin.

## Leben
Alfred Bengsch wurde in Berlin-Schöneberg auf der sogenannten Schöneberger oder Roten Insel im elterlichen Haus Gustav-Müller-Straße 38 (kriegszerstört) als drittes von fünf Kindern des Postangestellten und späteren katholischen Kirchenrendanten Leo Bengsch und seiner Frau, der Schneiderin Hedwig geb. Kliche, geboren und kurz darauf in der nahen St. Elisabeth-Kirche getauft, in deren Gemeinde er auch aufwuchs. Er war der ältere Bruder von Georg, ehemals Probst in Greifswald an St. Joseph, und Hubert Bengsch und Onkel des Schauspielers Hubertus Bengsch. Von 1926 bis 1950 lebte Alfred Bengsch mit seinen Eltern im Mietshaus Tempelhofer Weg 26 etwas südlich der Schöneberger Insel, an dem 1995 eine Berliner Gedenktafel für ihn angebracht wurde. Bengsch studierte nach dem Besuch des Gymnasiums 1940/1941 Katholische Theologie in Fulda. 1941 wurde er Soldat der Wehrmacht und war 1944–1946 in amerikanischer Kriegsgefangenschaft.
Von 1946 bis 1950 setzte er das Theologiestudium in Kloster Neuzelle fort und empfing am 2. April 1950 das Sakrament der Priesterweihe durch den Bischof von Berlin Konrad Kardinal Preysing. Bis 1954 war er Kaplan in Berlin. Bis 1956 studierte Bengsch in München und Erfurt und promovierte zum Dr. theol. 1957 bis 1959 war er Dozent für Dogmatik und Homiletik in Neuzelle. 1959 wurde er Regens des Erfurter Priesterseminars.
Am 2. Mai 1959 ernannte ihn Papst Johannes XXIII. zum Titularbischof von Tubia und zum Weihbischof in Berlin mit Sitz in Ost-Berlin. Die Bischofsweihe spendete Bengsch Julius Kardinal Döpfner am 11. Juni desselben Jahres in der provisorischen Bischofskirche Ss. Corpus Christi in Prenzlauer Berg; Mitkonsekratoren waren Weihbischof Friedrich Maria Rintelen aus Magdeburg und der Bischof von Meißen, Otto Spülbeck. Bischof Bengschs Wahlspruch lautete “Adiutores gaudii vestri” (2 Kor 1,24 , deutsch: „Helfer eurer Freude“). 1961 wurde Bengsch als Nachfolger von Julius Kardinal Döpfner zum Bischof von Berlin gewählt und drei Tage nach dem Bau der Mauer am 16. August 1961 von Papst Johannes XXIII. als solcher ernannt. Seine Amtseinführung erfolgte wiederum in Ss. Corpus Christi, da die St. Hedwigs-Kathedrale noch nicht wiederhergestellt war.
1962 wurde ihm von Johannes XXIII. der persönliche Titel eines Erzbischofs verliehen. Von 1962 bis 1965 nahm er am Zweiten Vatikanischen Konzil in Rom teil. Papst Paul VI. nahm Erzbischof Bengsch am 26. Juni 1967 als Kardinalpriester mit der Titelkirche San Filippo Neri in Eurosia in das Kardinalskollegium auf. Bengsch war ein Verfechter des Kurses der politischen Abgrenzung der katholischen Kirche vom SED-Regime. 1976 wurde er Vorsitzender der Berliner Bischofskonferenz, die aus der Berliner Ordinarienkonferenz hervorging, der er seit seiner Ernennung zum Bischof von Berlin 1961 vorstand.
Im Dreipäpstejahr nahm Alfred Kardinal Bengsch nach dem Tod Pauls VI. am 6. August 1978 am Konklave August 1978 in Rom teil, aus dem Albino Luciani als Papst Johannes Paul I. hervorging, und nach dessen frühem Tod abermals am Konklave Oktober 1978, das Karol Wojtyla zum neuen Pontifex wählte, der sich den Namen Johannes Paul II. gab.
Bengsch war Großkreuz-Ritter des Ritterordens vom Heiligen Grab zu Jerusalem.
Alfred Kardinal Bengsch wurde in der Unterkirche der St.-Hedwigs-Kathedrale beigesetzt. Auf dem St.-Hedwigs-Friedhof in Berlin-Alt-Hohenschönhausen befindet sich ein Gedenkstein.

## Wirken
Bischof Bengsch unterschied sich in seiner Amtsführung deutlich von seinen Vorgängern. Er war als Stratege vor allem in den politischen und wirtschaftlichen Fragen und Sorgen des Alltags herausgefordert. Seine theologische und pastorale Seite war prägend für den gesamten Katholizismus in der DDR in den 1960er und 1970er Jahren. Sein Schwerpunkt lag stets auf der Pfarr-Seelsorge und der Sammlung der Gläubigen um die Feier der Sakramente. Er war auch stets um die Priester und Bischöfe bemüht, deren verantwortliche und leitende Funktion er oft heraushob. Weitere Schwerpunkte waren die konkrete Förderung der Ausbildung von Gemeindehelfern und der Jugendarbeit (z. B. Religionsunterricht), aber auch die symbolische Dimension seines Handelns als Bischof.
Sein wichtigstes Ziel war die Einheit – sichtbar im Bistum Berlin. Dies stellte er bei vielen Gelegenheiten dar: Predigten, Gebets- und Gottesdienstordnungen, beim Kirchenbau, in Struktur- und Personalentscheidungen. Es wird auch deutlich in der Planung und Durchführungen seiner Dienstreisen nach West-Berlin und den Auslandsreisen, wo Bengsch stets Zeichen der Einheit seines Bistums und der katholischen Kirche in der DDR setzte. Dabei achtete er immer darauf, sich nicht durch den Staat für dessen Ziele instrumentalisieren zu lassen.

## Schriften
| - Heilsgeschichte und Heilswissen. Leipzig 1957 - Unterwegs zum Herrn. 1959 - Berufung und Bewährung. Leipzig 1960 - Der Glaube an die Auferstehung. 1962 - In Erwartung der Wiederkunft. 1966 - Konzil für dich. 1966 - Bankrott der Grundsätze? 1967 - Glaube und Kritik. 1968 - A. Bengsch, Michael Schmaus, Elisabeth Gössmann: Haben wir noch Grundsätze? 1968, ISBN 3-88096-412-2 | - Kirche ohne Kreuz?. 1969 - Würde des Dienstes. 1969 - Ein Bischof steht Rede und Antwort. 1970 - Manipulation und christliches Leben. 1970 - Mit dem Herzen glauben. 1971 - Weder Gegenwärtiges noch Zukünftiges … 1972, ISBN 3-87554-100-6 - Wo steht die Predigt heute? 1974, ISBN 3-87554-118-9 - Mysterium und Nachfolge. Berlin 1978 - Eucharistie. Gedächtnis und Hingabe. 1980, ISBN 3-87554-191-X |